# مالو غوستو
مالو غوستو (مواليد 19 مايو 2003) هو لاعب كرة قدم فرنسي يلعب في مركز الظهير الأيمن في نادي [تشيلسي]].

## روابط خارجية
- مالو غوستو على موقع الاتحاد الأوربي (الإنجليزية)
- مالو غوستو على موقع إي إس بي إن إف سي (الإنجليزية)
- مالو غوستو على موقع قاعدة بيانات كرة القدم.إي يو (الإنجليزية)
- مالو غوستو على موقع ليكيب (الفرنسية)
- مالو غوستو على موقع ناشيونال فوتبول تيمز (الإنجليزية)
- مالو غوستو على موقع Soccerbase.com (لاعب) (الإنجليزية)
- مالو غوستو على موقع Soccerway.com (الإنجليزية)
- مالو غوستو على موقع عالم كرة القدم.نت (الإنجليزية)
- مالو غوستو على موقع كووورة
- مالو غوستو على موقع AS.com (الإسبانية)